# Rohan Bopanna
Rohan Bopanna (n. 4 martie 1980, Bengaluru, Karnataka, India) este un jucător profesionist indian de tenis, specializat în proba de dublu. A ajuns pe locul 1 mondial la dublu după ce a câștigat Openul Australiei 2024 alături de Matthew Ebden, devenind cel mai în vârstă jucător care a ocupat pentru prima dată locul 1, la vârsta de 43 de ani.
Bopanna a avut un parteneriat popular cu pakistanezul Aisam-ul-Haq Qureshi timp de mai mulți ani, perechea fiind cunoscută sub numele de IndoPak Express. Ei au fost finaliști la US Open 2010. Bopanna a fost finalist la Turneul Campionilor în 2012 și 2015 cu parteneri diferiți. El a câștigat Openul Franței 2017 la dublu mixt alături de Gabriela Dabrowski, devenind al patrulea câștigător indian la un turneu major după Mahesh Bhupathi, Leander Paes și Sania Mirza, și Openul Australiei 2024 la dublu masculin, devenind astfel cel mai în vârstă câștigător de Grand Slam din era deschisă. De asemenea, Bopanna a ajuns în finale de Grand Slam la Openul Australiei 2018 și 2023 la dublu mixt; și la US Open 2023 la dublu masculin, devenind cel mai vârstnic finalist de Grand Slam la dublu masculin din era deschisă în acest din urmă turneu, la vârsta de 43 de ani. Bopanna a câștigat, de asemenea, 26 de titluri la dublu pe circuitul ATP, inclusiv șase la nivel ATP 1000, victoria de la Mastersul Indian Wells 2023 făcându-l cel mai vârstnic câștigător de titlu la acest nivel.
Bopanna a fost membru al echipei indiene de Cupa Davis din 2002 și a participat la Jocurile Olimpice din 2012 și 2016.